# Biodiversidade no Brasil

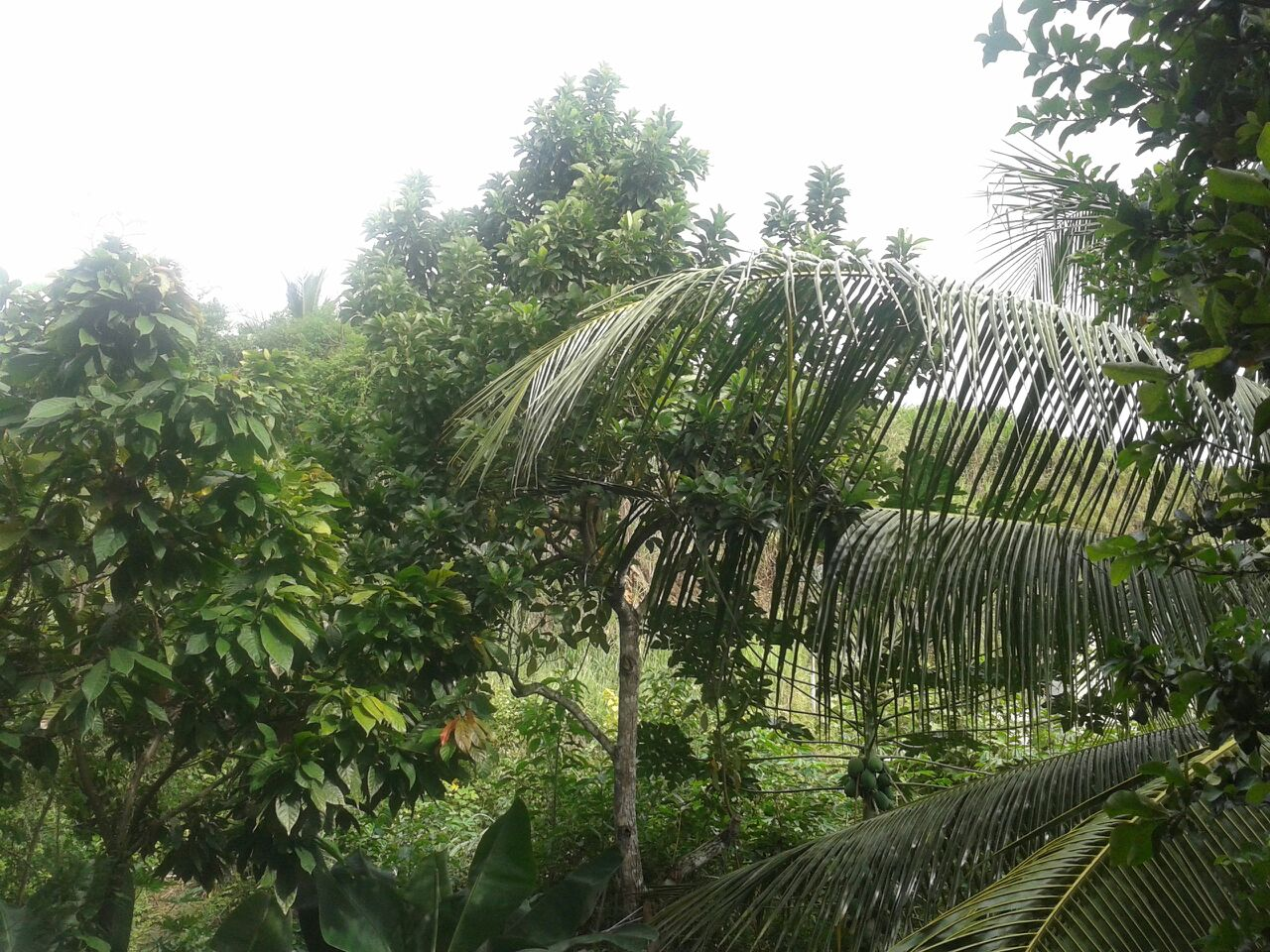
Biodiversidade vegetal

Os avanços modernos transformam constantemente a sociedade, permitindo a produção em massa; e consequentemente, o aumento da utilização de recursos naturais, tornando-os cada vez mais escassos, comprometendo direta e indiretamente a biodiversidade.
A biodiversidade, por sua vez, pode ser entendida como o conjunto de todas as espécies existentes no planeta que estabelecem uma relação de interdependência entre si; e engloba desde fungos, bactérias e suas variações, animais e vegetais, até a própria espécie humana.
O Brasil é o país que detém a maior biodiversidade de flora e fauna do planeta. São mais de 128.930 espécies animais e 46.000 espécies vegetais conhecidas no país. Essa enorme variedade de animais, plantas, microrganismos e ecossistemas, deve-se, entre outros fatores, à extensão territorial e aos diversos climas do país. O Brasil detém o maior número de espécies conhecidas de mamíferos e peixes, o segundo de anfíbios, o terceiro de aves e o quinto de répteis. Com mais de 50 mil espécies de árvores e arbustos, tem o primeiro lugar em biodiversidade vegetal. Nenhum outro país tem registrado tantas variedades de orquídeas e palmeiras catalogadas.
Sendo nossa dependência absoluta, pelos inúmeros serviços prestados pelo meio ambiente, torna-se inevitável buscar maneiras sustentáveis de interação entre o homem e o meio ambiente; e isso não é uma tarefa fácil, sendo um grande desafio que necessita ser enfrentado, pois à medida que uma população cresce, aumentam também as demandas por alimento, medicação, vestimentas, etc. Diante disso, a biodiversidade vem sendo ameaçada; e a perda dessa riqueza vem tomando proporções maiores a cada dia.

## Perda da biodiversidade

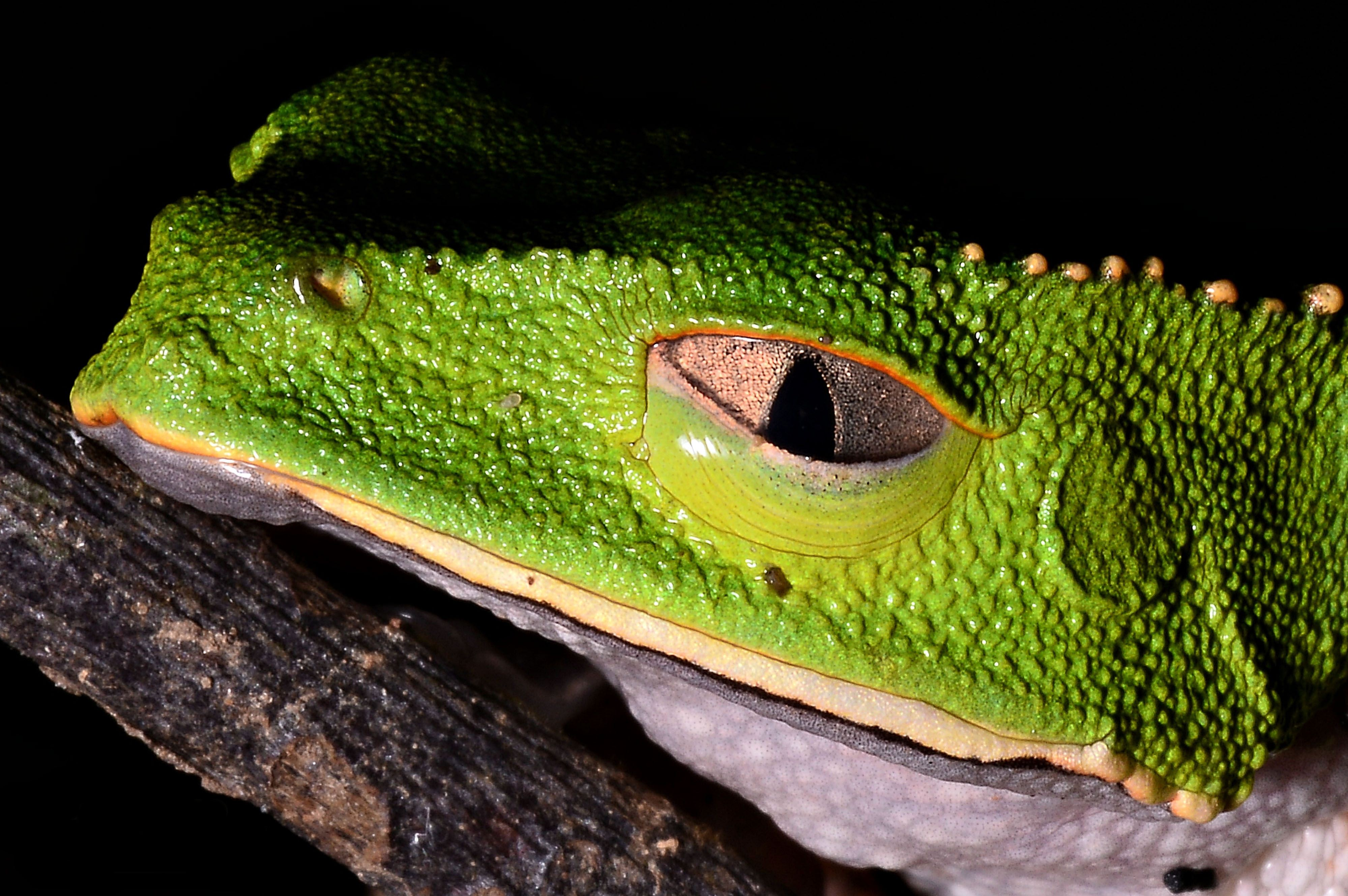
Perereca-das-folhagens Phyllomedusa vaillantii, registrada no Parque Nacional Mapinguari. Mesmo sendo considerado animais de "sangue frio", os anfíbios também se expressam - e muito bem - e representam o Parna, sendo encontrados por todas as partes e em todos os substratos da floresta. O animal aqui registrado está "fingindo de morto" para passar despercebido.

Na Floresta Amazônica, nos estados do Acre e Rondônia, no Sul do Pará e norte do Mato Grosso, há uma imensa preocupação com a substituição da vegetação natural pelo desmatamento e queimadas, o que leva ao sério risco de desaparecimento de espécies da mata atlântica dessas regiões. Um dos métodos utilizados para evitar ou controlar esses riscos tem sido as técnicas de Conservação ex-situ, cujo objetivo baseia-se em melhorar a variabilidade genética e preservar a continuidade dessas espécies.
O número de indivíduos que garante a sobrevivência de uma população no futuro é estimado entre 500 a 1000 indivíduos de determinada espécie. Esse número corresponde ao suficiente para garantir a variabilidade genética e a sobrevivência após série de eventos catastróficos. Por essa razão, a fragmentação das áreas seria um fator prejudicial para a viabilidade dessas espécies, bem como para a manutenção da herança genética.
Segundo o Ministério do Meio Ambiente, a perda da biodiversidade é um dos problemas atuais mais contundentes e preocupantes. Outro problema relacionado diretamente com a perda da biodiversidade é a extinção de espécies, sejam elas vegetais ou animais. A crescente taxa de extinção de espécies estima-se estar entre 1.000 e 10.000 vezes maior que o natural; e consequentemente isso provoca tamanha pressão sobre o mundo natural.
São várias as atividades humanas que interferem nas condições naturais do meio ambiente, sendo possível citar: introdução de espécies exóticas; destruição e fracionamento de habitats através do desmatamento e das queimadas; uso excessivo dos recursos naturais; exploração excessiva de espécies animais e vegetais; poluição da água, do solo e da atmosfera; dentre inúmeras outras atividades, contribuindo assim para o desequilíbrio ecológico de forma geral, interferindo consequentemente na ação de predadores e inimigos naturais; e em alguns casos, podendo chegar ao ponto de extinção. 
A extinção de organismos, em contrapartida, nos traz desvantagens imensuráveis. Direta ou indiretamente, todos os microrganismos, plantas e animais participam e contribuem para a manutenção da composição dos gases da atmosfera. Variações nessa composição (como aumento de dióxido de carbono, óxidos de nitrogênio e metano), podem levar a uma rápida mudança climática. O clima é um fator determinante para a  efetividade das atividades agrícolas. É o ambiente que vai determinar a ocorrência ou não de doenças, pragas, influenciando a incidência e a severidade desses possíveis problemas. A floresta não pode ser vista como sendo apenas fornecedora de madeira, a destruição dela pode afetar nossos reservatórios confiáveis de água doce, aumentando assim o risco de inundações. 
Os insetos são responsáveis em polinizar certas culturas. A extinção dos mesmos influenciará diretamente safras dependentes. Já o uso indeterminado de pesticidas para controlar pragas pode acarretar no extermínio de inimigos naturais (responsáveis em conter as pragas de um ecossistema); e consequentemente ocorreria uma grande deflagração da praga. Diante desses pouquíssimos exemplos expostos, é notório a importância do papel de cada organismo em sistemas biológicos, sendo estes essenciais para a civilização.

## Indústria e Biodiversidade
Segundo o WWF Brasil, o termo biodiversidade ou diversidade biológica descreve a riqueza e a variedade do mundo natural. As plantas, os animais e os microrganismos que fornecem alimentos, remédios e parte da matéria-prima industrial consumida pelo ser humano.
Os recursos naturais podem ser divididos em: recursos naturais de uso direto, que são aqueles colhidos e utilizados para própria subsistência, como a caça e a pesca; ou aqueles que são postos à venda e que geram um valor produtivo. A diversidade biológica é imprescindível para o funcionamento dos serviços ecossistêmicos, equilíbrio da natureza, bem como para a sobrevivência humana, pois disponibilizam alimentos, permitem a produção de fármacos, fibras, madeira, dentre outros. Dessa forma, torna-se necessário uma integração entre a preservação dos sistemas ecológicos e a utilização dos recursos naturais pelo homem. Atualmente, áreas da região amazônica têm sido exploradas por pequenos produtores e por aqueles que vivem na floresta, razão pela qual possui importante valor econômico.
Tendo em vista a necessidade de se adaptar às novas demandas de mercado e a preocupação com a sustentabilidade dos negócios, as empresas vêm se preocupando cada vez mais com a biodiversidade. A conservação da biodiversidade é um aspecto crucial da Responsabilidade Social Corporativa (RSC, ou CSR em inglês). A indústria brasileira reduziu consideravelmente o impacto de sua atividade no meio ambiente nas últimas duas décadas, desde a ECO-92. De acordo com a pesquisa do uso sustentável de recursos da biodiversidade pela indústria brasileira feita pela Confederação Nacional da Indústria (CNI), 78,3% das empresas investem em práticas e processos para o uso sustentável da biodiversidade; 52,5% investiram em produtos que utilizam recursos da biodiversidade; e 50,8% financiaram ações e projetos voluntários de conservação nos últimos dois anos. Contudo, apesar dos avanços, o comprometimento das empresas brasileiras com a biodiversidade declinou na última década (2010-2020).O uso sustentável de recursos ainda pode ser amplamente utilizado pela indústria brasileira, visando o desenvolvimento do setor, bem como preservando o meio ambiente no longo prazo. Uma das formas de incentivo a soluções sustentáveis por meio da bioeconomia é o desenvolvimento de políticas públicas estruturadas.

## Ética ambiental

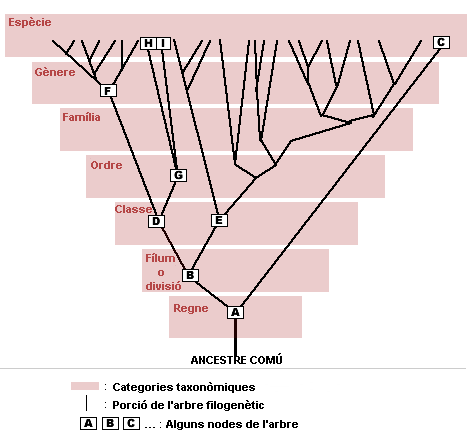
Padrões de hierarquia dos seres vivos. Taxonomia.

Existem inúmeras controvérsias em relação à sustentabilidade e a exploração dos recursos naturais, pois essa proposta contradiz os princípios conservacionistas. As áreas urbanas, assim como as áreas rurais e naturais, são heterogêneas com relação ao ambiente e tipos de vegetação, urbanização e hidrologia. Dentro desse contexto, as Unidades de Conservação servem para garantir a continuidade das espécies e a variabilidade genética. No entanto, durante muitos anos, os produtores rurais (fazendeiros) utilizavam essas áreas de proteção para fins meramente lucrativos, esquecendo-se com isso de preservar esses locais. A Ecologia da Paisagem merece um destaque importante aqui, pois serve como uma forma de minimizar esses danos por meio do planejamento dentro dessas áreas de diversidade biológica.
Em suma, em decorrência das crises existentes entre o homem e a natureza, surgiram os princípios éticos que demonstram a importância do respeito à esta, uma vez que a mesma precede à espécie humana. Há aqui o entendimento que os seres vivos em seus ecossistemas devem ser dotados de valores que lhes dão o direito à preservação e respeito.
A taxonomia merece um destaque e demonstra a importância e relevância dos seres vivos, pois é a ciência que se preocupa com a classificação e identificação destes; e que foi estabelecida a partir das atividades de Lineu em meados do século XVII. Esta ciência busca nomear os seres vivos em diferentes níveis, que vão desde espécies até filos e reinos, como mostra a figura. A descrição de novas espécies constitui um dos aspectos fundamentais para o conhecimento da biodiversidade.